# Třída Flower
Třída Flower byla třída britských korvet z období druhé světové války. Celkem bylo postaveno 267 jednotek této třídy. Jejich primárním úkolem bylo chránit spojenecké konvoje proti útokům ponorek za druhé bitvy o Atlantik. Nemálo korvet bylo dodáno též britským spojencům. Jedinou dochovanou lodí je kanadská HMCS Sackville, kotvící jako památník v Halifaxu.

## Pozadí vzniku

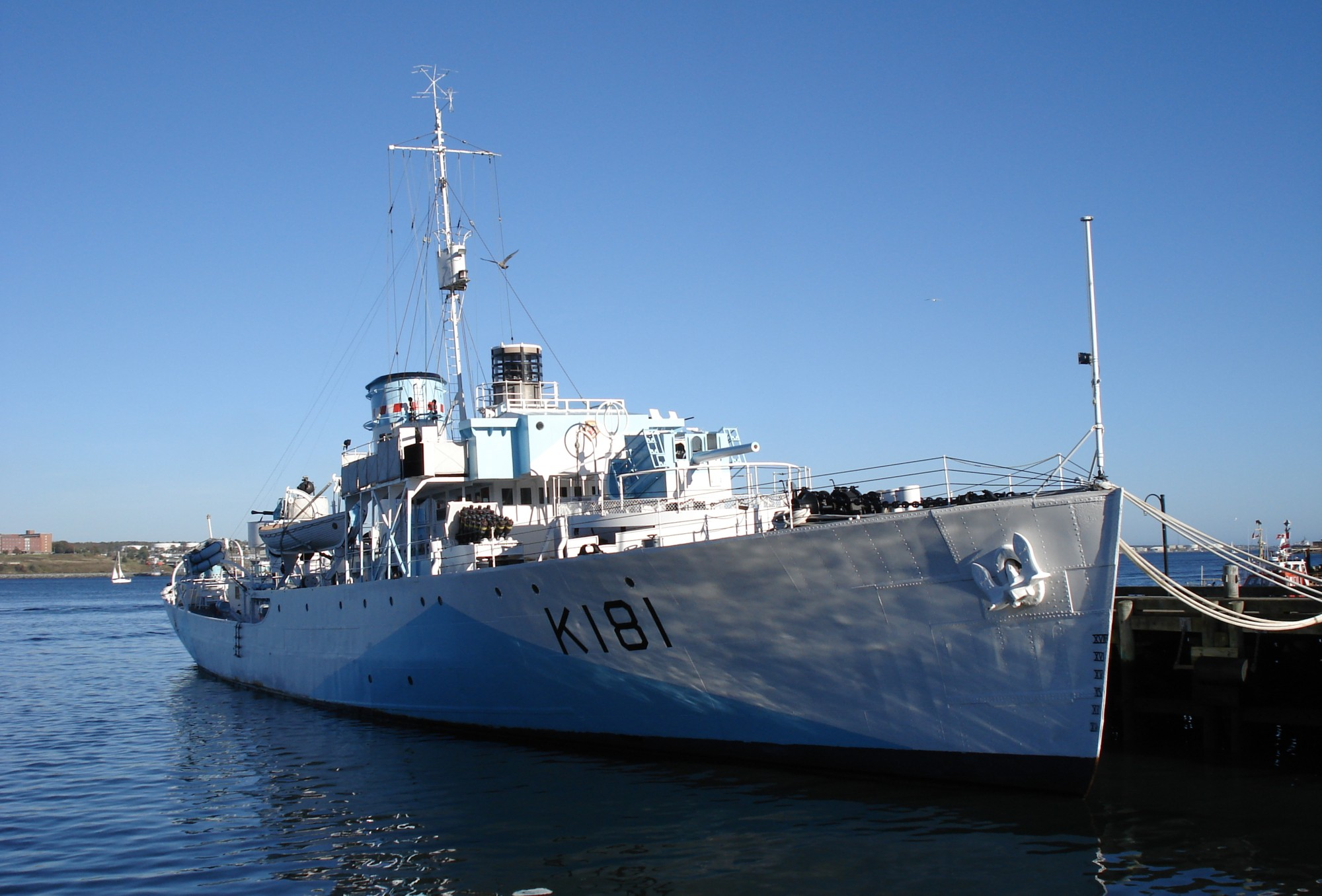
Celkový pohled na HMCS Sackville

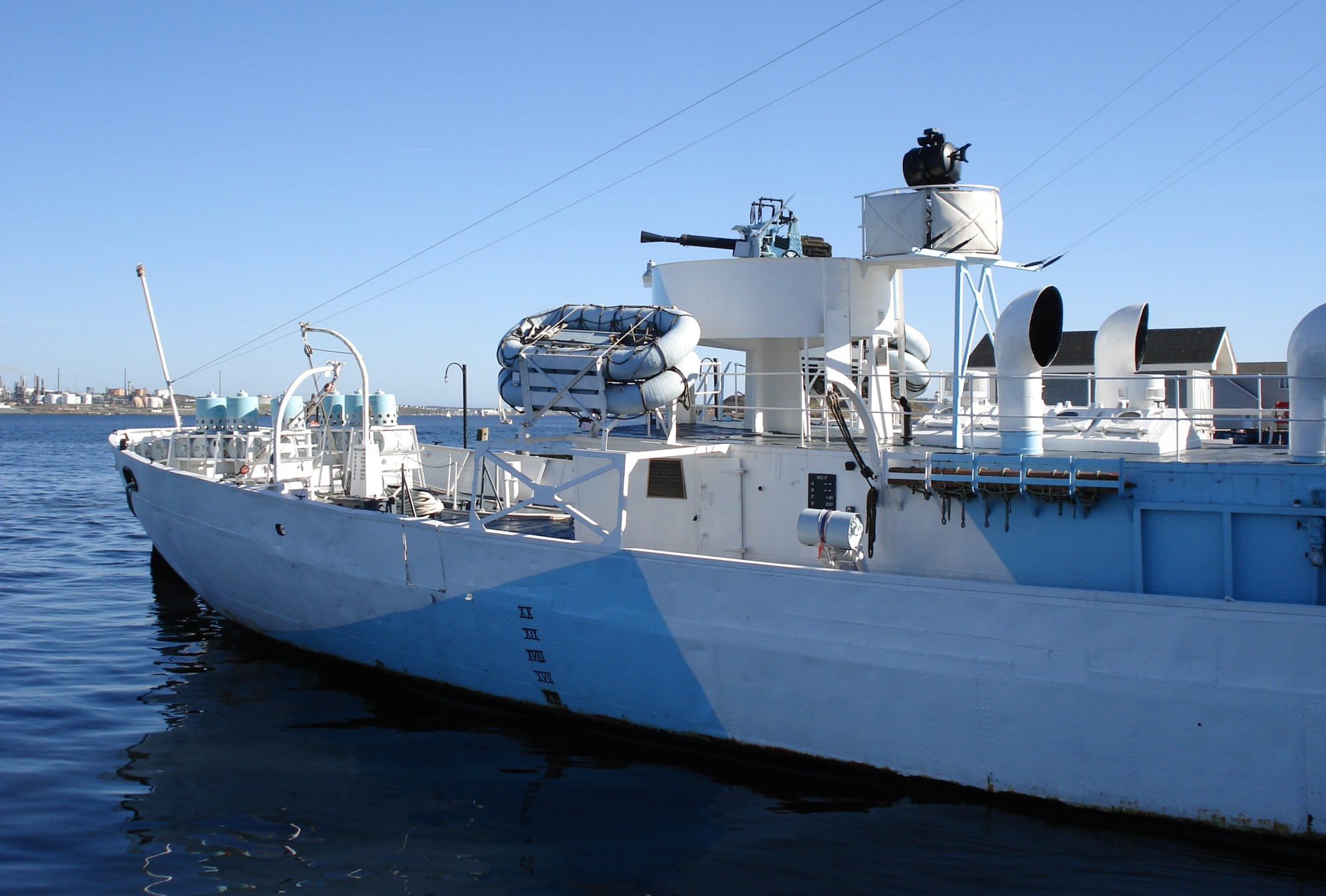
Detail zádi korvety HMCS Sackville

Vypuknutí druhé světové války postavilo britskou admiralitu před nutnost zajištění účinné protiponorkové ochrany zásobovacích konvojů proti německým ponorkám. Nejúčinnější protiponorkovou lodí byly torpédoborce, které ale byly drahé a nebylo jich k dispozici dostatečné množství. Proto bylo rozhodnuto o stavbě nového typu malých protiponorkových lodí (tedy korvet), které by rychle zacelily mezery v eskortních silách královského námořnictva. Jako základ jejich konstrukce přitom byly zvoleny osvědčené velrybářské lodě. Název třídy byl dán tím, že se všechna plavidla jmenovala podle květin. Nejprve bylo v letech 1940–1942 postaveno 215 korvet základního modelu, ke kterým v letech 1943–1944 přibylo dalších 52 korvet mírně vylepšené verze.

## Konstrukce
Třída Flower byla stavěna v mnoha loděnicích, proto se jejich výzbroj a výtlak mohly lišit. Základní výzbroj nejprve tvořil jeden příďový 102mm kanón MK IX, jeden 40mm kanón, čtyři vrhače a dvě skluzavky hlubinných pum. Později nesly mimo hlavního kanónu dva další 20mm kanóny a jeden salvový vrhač hlubinných pum Hedgehog. Ten vystřelil salvu hlubinných pum dopředu ve směru blížící se ponorky. Po roce 1944 byl na lodě instalován salvový vrhač Squid, střílející salvou tří hlubinných pum. Pohonný systém tvořily dva kotle a jeden parní stroj, roztáčející čtyřlistý lodní šroub.

## Nasazení
Většina korvet třídy Flower byla nasazena při doprovodu konvojů plujících přes Atlantik do Velké Británie. Jejich 16uzlová rychlost nebyla vysoká, pro doprovod obchodních lodí a stíhání německých ponorek z prvních fází války však stačila.

## Odkaz v kultuře
Na fiktivní lodi této třídy - Compass Rose - se odehrává příběh bestselleru Kruté moře od Nicholase Monsarrata i děj stejnojmenného filmu z roku 1953.